# Clavija biborrana
Clavija biborrana är en viveväxtart som beskrevs av Oerst.. Clavija biborrana ingår i släktet Clavija och familjen viveväxter. Inga underarter finns listade i Catalogue of Life.